# Sinfonía n.º 37 (Mozart)

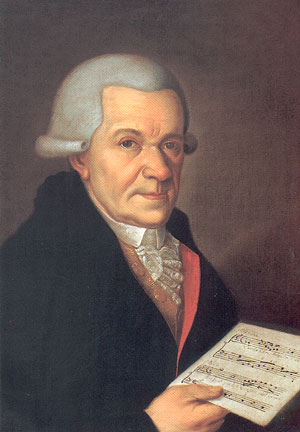
Michael Haydn, autor de la pieza.

La Sinfonía n.º 37 en sol mayor, K. 444/425a es una pieza erróneamente atribuida a Wolfgang Amadeus Mozart, que en realidad fue compuesta por Michael Haydn.

## Historia

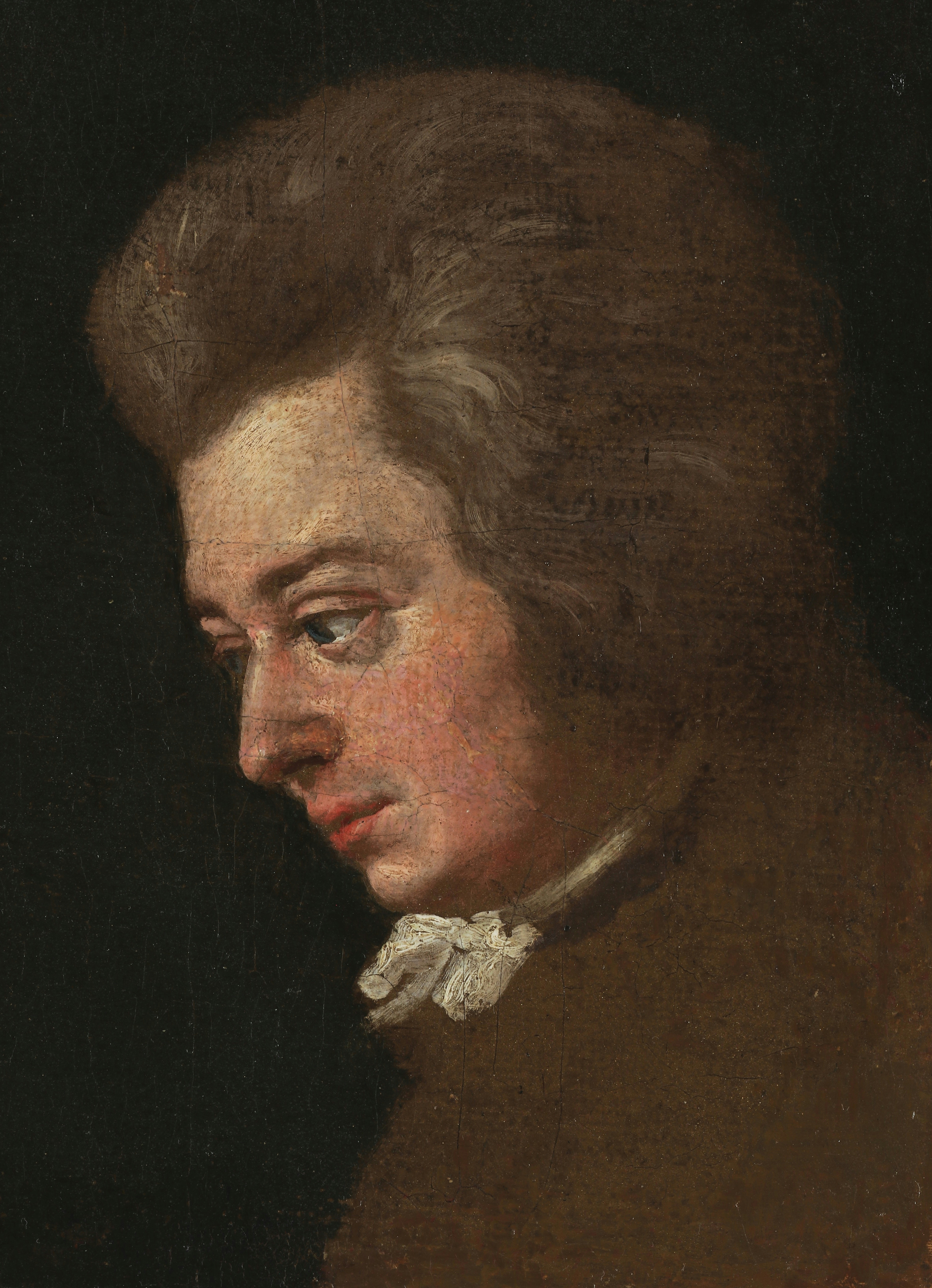
Mozart en 1782.

La sinfonía completa fue durante mucho tiempo considerada como una obra de Mozart, pero en la actualidad se sabe que fue compuesta en su mayoría por Michael Haydn, del que es su Sinfonía n.º 25 en sol mayor, Perger 16, Sherman 25, MH 334. La verdadera autoría fue descubierta por Lothar Perger en 1907. Comentaristas modernos consideran «difícil de comprender cómo los editores de la edición de Mozart de Breitkopf pudieron haber considerado los tres movimientos de la Sinfonía en sol mayor como la inmediata sucesora de la Sinfonía Linz; el arte infinitamente más simple y arcaico del maestro de Salzburgo [id est, Michael Haydn] ofrece tal contraste que uno puede bien suponer que esta sinfonía data de mucho antes de 1783» si Mozart hubiera sido el único en componerla.
La introducción fue compuesta probablemente a finales de 1783 para ser interpretada en el mismo concierto en Linz, en el cual la Sinfonía n.º 36 de Mozart fue estrenada.
Mozart probablemente copió la partitura en orden para aprender de ella, pero le escribió una nueva introducción en tempo Adagio maestoso (algunas de las sinfonías de Michael Haydn tienen introducciones lentas). La introducción de Mozart en compás ternario finaliza con una fermata sobre un acorde de V7 (séptima de dominante), que conduce a un acorde de tónica que da comienzo a la obra de Haydn. Saint-Foix considera la introducción «un preludio expresivo, que, además, está en la misma tonalidad que el movimiento que está destinado a preparar».
Mozart no copió el resto de la obra literalmente: suprimió un solo de fagot del medio del movimiento Andante sostenuto, y «parece haber reducido la colla parte escribiendo en los vientos a lo largo de toda la obra», de acuerdo con Gary Smith.
Los números para las sinfonías de Mozart números 38 hasta la 41 no han sido equilibrados.
De acuerdo con la edición de Breitkopf & Härtel, la partitura está escrita para flauta, dos oboes, dos trompas y cuerdas; aunque en su interpretación tienden a usarse fagotes (siempre en unísono con los violonchelos, excepto en los pasages más significativos del adagio), que formaban parte de la partitura original de Michael Haydn, pero suprimidos por Mozart, y un clavicémbalo interpretando el bajo continuo, basado en la línea del violonchelo. La flauta solo se emplea en la primera sección del movimiento lento.